# الا یومله برگ
الا یومله برگ (انگلیسی: Ella Gjømle Berg؛ زادهٔ ۲۹ مهٔ ۱۹۷۹) اسکی‌باز صحرانوردی اهل نروژ است.

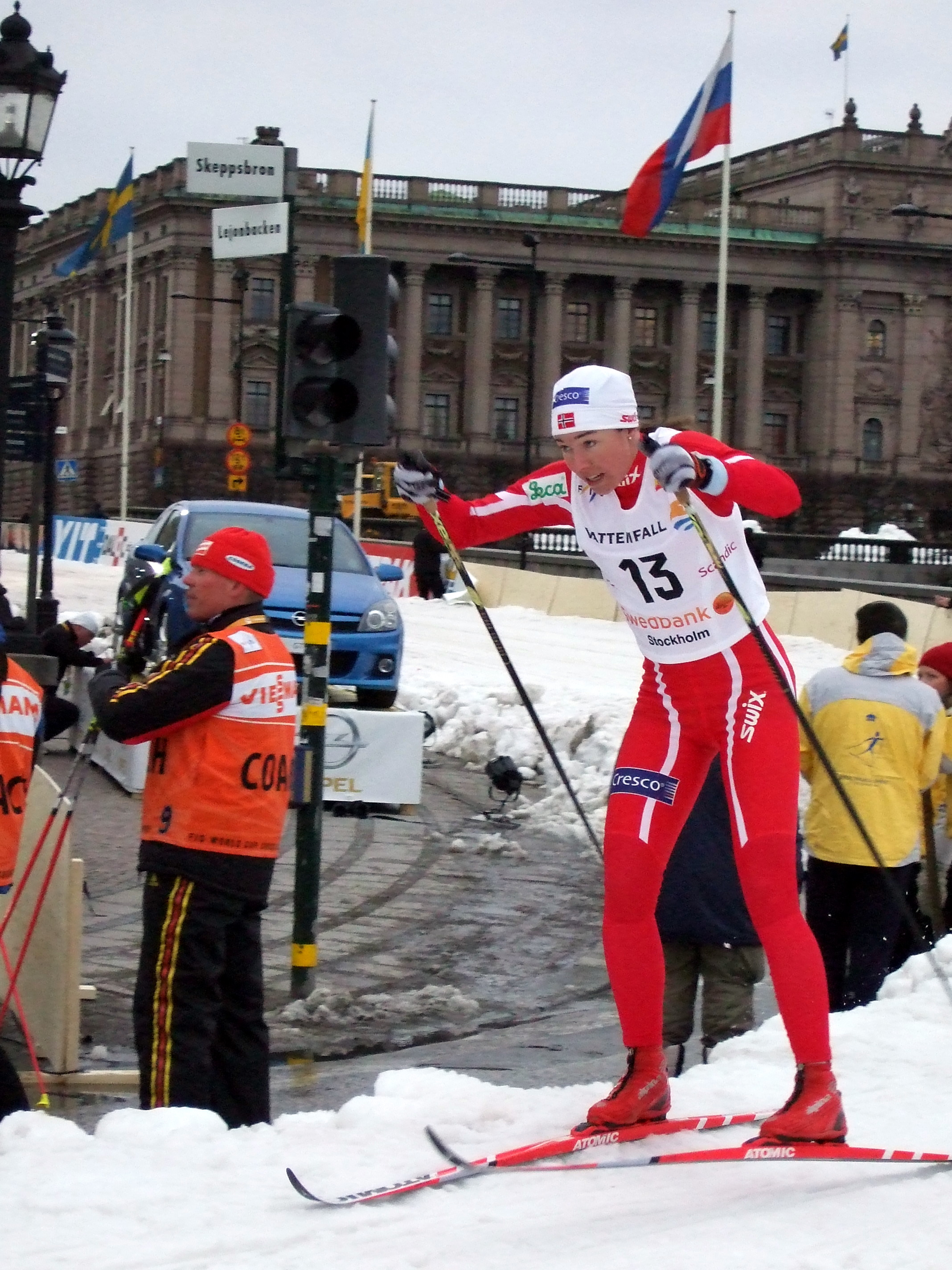
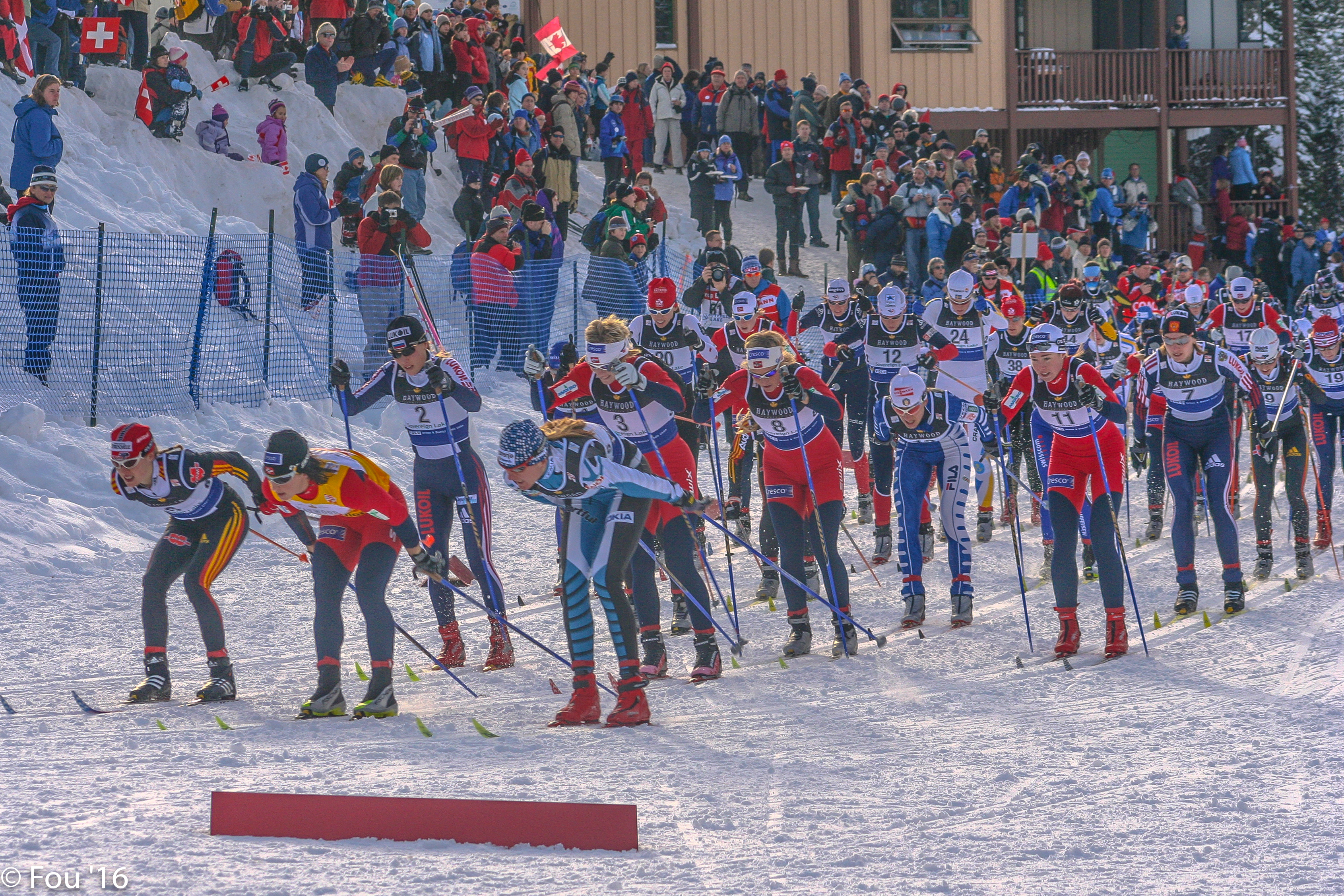